# Coryphaeschna adnexa
Coryphaeschna adnexa е вид водно конче от семейство Aeshnidae. Видът не е застрашен от изчезване.

## Разпространение
Разпространен е в Аржентина (Ентре Риос, Катамарка, Кориентес, Мисионес, Салта, Сан Салвадор де Хухуй, Санта Фе, Тукуман и Чако), Белиз, Бразилия (Амазонас, Пара и Сеара), Венецуела, Гватемала, Доминиканска република, Еквадор, Кайманови острови, Колумбия, Коста Рика, Куба, Мексико (Веракрус, Кампече, Кинтана Ро, Колима, Морелос, Наярит, Сан Луис Потоси, Синалоа, Табаско, Тамаулипас, Халиско, Чиапас и Юкатан), Панама, Парагвай, Перу, Пуерто Рико, САЩ (Тексас и Флорида), Суринам, Тринидад и Тобаго, Френска Гвиана, Хаити и Хондурас.

## Описание
Популацията на вида е стабилна.